# Rafael González Robles
Rafael González Robles, més conegut com a Rafa (Avilés, 25 d'octubre de 1970), és un futbolista asturià, ja retirat, que jugava com a porter.

## Trajectòria
Rafa va donar els seus primers passos a l'Avilés, l'equip de la seua ciutat natal, on va cridar l'atenció del Reial Oviedo, que el va incorporar. va estar quatre anys en l'equip ovetenc, on sempre va actuar com a porter suplent de Viti i Mora, i fins i tot com a tercer porter amb l'arribada de Cano.
La manca d'oportunitats el va portar al Màlaga CF, club que arriba al 1997. Tot i gaudir de minuts en la primera campanya, torna a la suplència quan els andalusos pugen a la primera divisió, que confien la porteria a Contreras.
El 2003 deixa el Málaga i fitxa per la Cultural Leonesa, on només passa un any abans de signar pel rival del seu antic equip, l'Sporting de Gijón. A El Molinón tampoc assoleix la titularitat i torna al Reial Oviedo, on amb prou feines apareix.
El 2005 es posa a prova amb equips britànics com el Hearts of Midlothian, l'Aston Villa i el Rangers FC, sense aconseguir cap contracte. Entrena amb FC Freetaila a Corfú fins que el 2006 el Coventry City FC l'ofereix un acord de quatre mesos. Quan s'acaba, Rafa es retira com futbolista i passa a l'Aston Villa, en qualitat d'entrenador de porters de la seua acadèmia.

## Selecció espanyola
Rafa va ser diverses vegades internacional sub-21 amb la selecció espanyola de futbol.

## Anecdotari
Tot i haver disputat vuit temporades a la màxima categoria del futbol espanyol, Rafa compta amb només 13 partits en primera divisió al seu haver.